# Ляришув
Ляришув (пол. Laryszów, нім. Larischhof) — село в Польщі, у гміні Зброславиці Тарноґурського повіту Сілезького воєводства.
Населення — 420 осіб (2011).
У 1975-1998 роках село належало до Катовицького воєводства.

## Демографія
Демографічна структура станом на 31 березня 2011 року:
|          | Загалом | Допрацездатний вік | Працездатний вік | Постпрацездатний вік |
| -------- | ------- | ------------------ | ---------------- | -------------------- |
| Чоловіки | 205     | 27                 | 145              | 33                   |
| Жінки    | 215     | 31                 | 127              | 57                   |
| Разом    | 420     | 58                 | 272              | 90                   |